# Tecla de Ikonion
Sfânta Tecla sau Tecla de Ikonion (n. secolul I d.Hr., Konya, Turcia – d. secolul I d.Hr., Konya, Turcia) a fost o creștină din primul secol, menționată în scrierea Faptele lui Pavel și Tecla⁠(en)[traduceți] din secolul al II-lea drept colaboratoare a Sfântului Pavel.